# Robert Klein
Robert Klein (n.9 septembrie 1918 Timișoara - april 1967 Settignano) a fost un filozof și istoric de artă francez și istoric al ideilor, evreu originar din România. S-a distins prin cercetarea scrierilor artiștilor din perioada Renașterii.

## Biografie

### Anii de tinerețe
Robert Klein s-a născut în anul 1918 la Timișoara, pe atunci în Regatul Ungariei din cadrul Imperiului Austro-Ungar, într-o familie de evrei germanofoni și ungarofoni. În anii 1936-1937 a studiat medicina la Universitatea din Cluj, studii pe care le-a întrerupt pentru ca în anul 1937 să se înscrie la studii de filozofie la Universitatea germană din Praga.
În urma evenimentelor legate de Acordul de la München și creșterea influenței nazismului în rândul germanilor din Cehia, a trebuit să întrerupă studiile și să se întoarcă în România. În anii 1938-1939 a studiat și la facultatea de științe a Universității din București, apoi a fost recrutat în armata română. După intrarea României în cel de-al Doilea Război mondial în 1941, Klein a fost trimis ca evreu în tabere de „munci obligatorii”. După schimbarea situației ca urmare a loviturii de stat din 23 august 1944 el s-a înrolat ca soldat voluntar în armata română, care a întors armele contra Germaniei și a Ungariei și a participat la luptele de pe teritoriul Transilvaniei, Ungariei și Cehoslovaciei. După terminarea războiului a absolvit, în 1947, studii de filozofie modernă la Universitatea din București.

### În Franța
A plecat apoi la Paris cu o bursă acordată de guvernul francez. Între timp în România puterea a fost luată de comuniști. Klein a cerut azil politic, și i s-a retras  cetățenia română, odată cu asta anulându-i-se și bursa de studii . A rămas în capitala Franței ca apatrid până la sfârșitul vieții și a trăit o vreme în condiții precare, lucrând, între altele, ca spălător de vase în restaurante sau dând lecții particulare , iar mai apoi ca autor de recenzii și articole în reviste de specialitate. În anul 1953 Klein a obținut la Sorbona diploma de studii superioare în estetică cu lucrarea „Ars et Technè dans la tradition dePlaton à Giordano Bruno” sub îndrumarea lui Étienne Souriau, iar în 1959  o diplomă de secția a IV-A  din partea Școlii practice de studii avansate (École pratique des hautes études) pentru studiul critic al cărții „l'Idea del Tempio della pittura” a lui Giovanni Paolo Lomazzo (1590, Milano). În anii 1954-1958 Klein a fost secretarul  lui Augustin Renaudet, istoric și cercetător al umanismului la École pratique des hautes études, iar in anii 1958-1962 colaborator al ispanistului Marcel Bataillon la Collège de France, de asemenea colaborator al lui André Chastel, care era elevul lui Renaudet. În 1954, împreună cu Chastel, a organizat pentru guvernul belgian expoziția "L'Europe humaniste" (catalogul căreia a fost publicat în 1963).
A participat la redactarea revistei „Bibliothèque d'Humanisme et Renaissance”, pentru care a redactat mai multe recenzii. A cooperat de în de-aproape  și cu Enrico Castelli de Gattinara di Zubiena și cu revista „Archivo di Filosofia” în care a publicat mai multe scrieri. În anii 1962-1965 a fost atașat de cercetare la CNRS (Centrul Național de Cercetări Științifice), iar in 1966 a predat istoria artei la Universitatea din Montreal. În vara anului 1966 a fost trimis ca bursier la Villa I Tatti din Florența, Centrul Harvard de studii ale Renașterii italiene. În aprilie 1967, la câtva timp după sinuciderea în Statele Unite a prietenei sale, văduvă emigrantă din România și mamă a unui copil, Klein s-a sinucis pe un deal la Settignano, la vârsta de 49 ani, lăsând o bună parte din cercetările sale nepublicate sau neterminate.

### Manuscrisele
André Chastel și Henri Zerner au recuperat la Florența documentele lăsate de Klein. 
André Chastel a publicat postum, în 1970, la editura Gallimard, o culegere de articole ale lui Klein, sub titlul „La Forme et l'Intelligible”. În 2013 Zerner a donat manuscrisele lui Klein aflat in posesia sa Institutului național de istoria artei din Paris. Ele au început să fie publicate sub îngrijirea lui Jérémie Koering de la Centrul André Chastel de la Sorbona. Koering a publicat prima teză a lui Klein „Estetique de la techne”. Klein a propus în ea un nou model în gândirea despre arta Renașterii, care nu se mai baza pe gândirea neo-platonică care dădea întâietate formei și încorporării ei în materie, ci pe techne - noțiune a lui Aristotel, care se referea la procesul creației artistice. Prin aceasta a adus o completare concepției exprimate de Panofsky în eseul sau fundamental „Ideea” din anul 1924.
Klein este considerat cel mai dotat colaborator al lui André Chastel. Versat în domeniul filozofiei, a admirat pe Erwin Panofsky și abordarea interdisciplinară a istoriei artei în tradiția lui Jacob Burckhardt.

## In Memoriam
- Arhivele lui Robert Klein au fost depuse, alături de cele ale lui André Chastel, la Institutul național de istoria arte din Paris.
- 5-6 noiembrie 2018 - Centenarul nașterii lui Robert Klein a fost celebrat de simpozioane paralele care au avut loc la Institutul național de istoria artei din Paris, la Centrul Harvard de la Villa I Tatti din Florența și la Institutul Max Planck de istoria artei din Florența.

Instituțiile amintite au început să ofere anual burse Robert Klein pentru studii în istoria artei.

## Scrieri

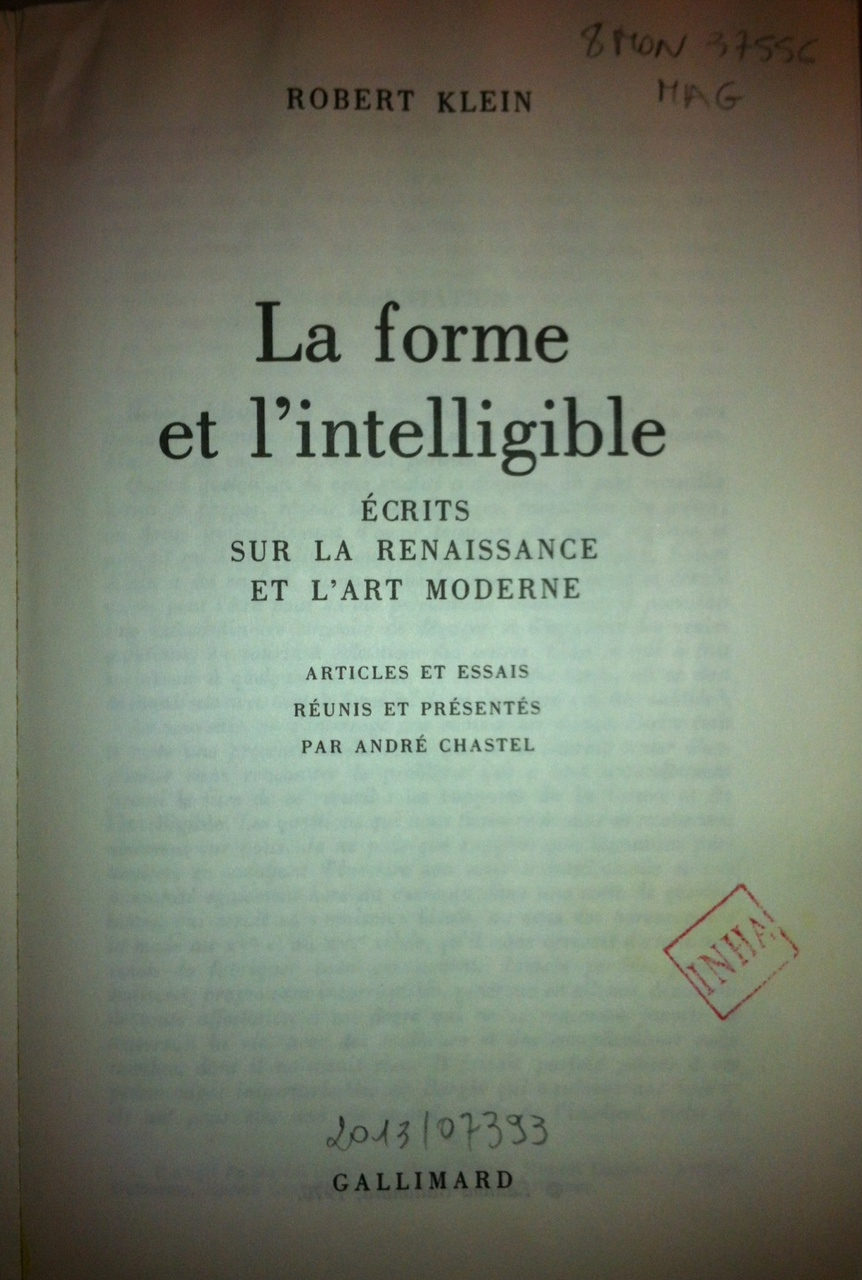
Culegerea de eseuri postume ale lui Robert Klein, „Forma și inteligibilul”, publicată în anul 1970 de André Chastel la editura Gallimard

- « L'imagination comme vêtement de l'âme chez Marsile Ficin et Giordano Bruno », Revue de métaphysique et de morale, Nr. 1, janvier--mars 1956, p.18-39.

(Imaginația ca vestmânt al sufletului la Marsilio Ficino și Giordano Bruno)
- cu Augustin Renaudet și André Chastel, Le Procès de Savonarole, Paris : Club du Meilleur livre, 1957. editia italiană Il Processo di Girolamo Savonarola, A. Prosperi (red.), Ferrara : Corbo, 1998. (Procesul lui Girolamo Savonarola)
- « La théorie de l'expression figurée dans les traités italiens sur les imprese, 1555-1612 », Bibliothèque d'Humanisme et Renaissance, t. 19, 1957, p. 320-342. (Teoria expresiei figurate in tractatele italiene despre imprese)
- ediție critică  - Jacob Burckhardt, La Civilisation de la Renaissance en Italie,, Paris : Plon, 1958.
- cu A. Chastel - ediție critică  - Leonardo da Vinci, Trattato della pittura, Paris : Club des libraires de France, 1960.
- « Pomponius Gauricus on perspective », The Art Bulletin, vol. 43, septembre 1961,  p.211-230 . (Pomponius Gauricus despre perspectiva)
- « Giudizio e gusto dans la théorie de l'art au Cinquecento », Rinascimento, I, 1961. (Judecată și gust în teoria artei a anilor 1500)
- « Les humanistes et la science », Bibliothèque d'Humanisme et Renaissance, t. 23, 1961,p.|7-16. (Umaniștii și știința)
- « La dernière méditation de Savonarole », Bibliothèque d'Humanisme et Renaissance, t. 23, 1961, p.441-448. (Ultima meditație a lui Savonarola)
- cu André Chastel, L'Europe de la Renaissance : l'âge de l'humanisme, Paris : Éditions des Deux-Mondes, 1963.
- « Considérations sur les fondements de l'iconographie », Ermeneutica e tradizione, Atti del III colloquio internazionale sulla tematica della demitizzazione, Archivo di Filosofia, n°1-2, 1963, p.419-436. (Considerații asupra fundamentelor iconografiei)
- « Études sur la perspective à la Renaissance, 1956-1963 », Bibliothèque d'Humanisme et Renaissance, t. 25, 1963, p. 577-587.(Studii asupra perspectivei în stilul Renașterii)
- cu Henri Zerner, « Vitruve et le théâtre à la Renaissance », Le Lieu théâtral à la Renaissance, Paris : CNRS, 1964,  p. 49-60. (Vitruviu și teatrul renascentist)
- cu J. Maurin-Bialostocka -  ediție critică  - G. E. Lessing, Laocoon, suivi de Lettres concernant l'Antiquité et Comment les anciens représentaient la mort Paris : Hermann, 1964.
- cu Henri ZernerItalian Art, 1500–1600: Sources and Documents, Englewood Cliffs : Prentice Hall, 1966.
- « Les tarots enluminés du  s. XV e  », L'Œil, n°145, 1967, p.10-17. (Arta italiana, 1500-1600, Surse și documente)
- « Die Bibliothek von Mirandola und das Giorgione zugeschriebene "Concert champêtre" », Zeitschrift für Kunstgeschichte, vol. 30, 1967,  p. 199-206 .(Biblioteca lui Mirandola și „Concertul campestru” al lui Giorgione
- cu A. Chastel - ediție critică - Pomponius Gauricus, De sculptura : 1504 Genève : Droz, 1969.
- La Forme et l'Intelligible : écrits sur la Renaissance et l'art moderne, Paris : Gallimard, 1970. Ediția engleză: Form and Meaning: Essays on the Renaissance and Modern Art, H. Zerner (red), Princeton : Princeton University Press, 1980. Éd. allemande : Gestalt und Gedanke: Zur Kunst und Theorie der Renaissance, Berlin : Wagenbach, 1996. (Forma si inteligibilul: scrieri despre Renaștere și arta modernă)
- Giovan Paolo Lomazzo, Idea del tempio della pittura, R. Klein (éd.), Firenze : Istituto nazionale di studi sul Rinascimento, 1974.
- L'Esthétique de la technè : l'art selon Aristote et les théories des arts visuels au XVIe siècle, ediție postumă sub îngrijirea lui Jérémie Koering, prefață de Henri Zerner, Paris : INHA, 2017, 320 p.
- etude sur les Tarots dits de Mantegna